# Liên đoàn bóng đá Samoa thuộc Mỹ
Liên đoàn bóng đá Samoa thuộc Mỹ (FFAS) (tiếng Anh: Football Federation American Samoa) là tổ chức quản lý, điều hành các hoạt động bóng đá ở Samoa thuộc Mỹ. Hiệp hội quản lý đội tuyển bóng đá quốc gia nam và nữ, tổ chức các giải bóng đá như vô địch quốc gia và cúp quốc gia. Hiệp hội bóng đá Samoa thuộc Mỹ gia nhập FIFA và OFC cùng năm 1998.